# 王得善
王得善（？年—？年），字體一，直隸保定府深澤縣人，淶水縣籍，拔貢（恩貢），順治十七年任吉安府同知，康熙三年任漳州府知府，康熙十一年前後任四川順慶府知府。